# 2022-es FIFA-klubvilágbajnokság
A 2022-es FIFA-klubvilágbajnokság a klubvilágbajnokság 19. kiírása, amit 2023. február 1–11. között rendeztek Marokkóban.
A Chelsea volt a címvédő, de nem védhették meg a trófeát, hiszen a 2021–2022-es UEFA-bajnokok ligája szezonban a negyeddöntőben kiestek. A győztes a Real Madrid lett, rekordnak számító ötödik címüket elnyerve az el-Hilál elleni döntőben. Ez volt ezek mellett az első alkalom, hogy kvalifikált egy csapat az Egyesült Államokból.

## Résztvevők
| Csapat                           | Szövetség                  | Kvalifikáció módja                                                 | Dátum                      | Szereplések száma                                         |
| Az elődöntőben csatlakozik       | Az elődöntőben csatlakozik | Az elődöntőben csatlakozik                                         | Az elődöntőben csatlakozik | Az elődöntőben csatlakozik                                |
| -------------------------------- | -------------------------- | ------------------------------------------------------------------ | -------------------------- | --------------------------------------------------------- |
| Flamengo                         | CONMEBOL                   | A 2022-es Copa Libertadores győztese                               | 2022. október 29.          | 2 (2019)                                                  |
| Real Madrid                      | UEFA                       | A 2021–2022-es UEFA-bajnokok ligája győztese                       | 2022. május 28.            | 6 (2000, 2014, 2016, 2017, 2018)                          |
| A második fordulóban csatlakozik |                            |                                                                    |                            |                                                           |
| el-Hilál                         | AFC                        | Az AFC által jelölve és a 2022-es AFC-bajnokok ligája ezüstérmese. | 2022. december 23.         | 3 (2019, 2021)                                            |
| Vidad Casablanca                 | CAF                        | A 2021–2022-es CAF-bajnokok ligája győztese                        | 2022. május 30.            | 2 (2017)                                                  |
| Seattle Sounders                 | CONCACAF                   | A 2022-es CONCACAF-bajnokok ligája győztese                        | 2022. május 4.             | 1                                                         |
| Az első fordulóban csatlakozik   |                            |                                                                    |                            |                                                           |
| Auckland City                    | OFC                        | A 2022-es OFC-bajnokok ligája győztese                             | 2022. augusztus 17.        | 10 (2006, 2009, 2011, 2012, 2013, 2014, 2015, 2016, 2017) |
| el-Ahlí                          | CAF (házigazda)            | A 2021–2022-es CAF-bajnokok ligája ezüstérmese                     | 2022. december 16.         | 8 (2005, 2006, 2008, 2012, 2013, 2020, 2021)              |

Jegyzetek
1. ↑  Időzítési problémák miatt az AFC bejelentette, hogy a 2022-es AFC-bajnokok ligája döntője, amit eredetileg 2022 októberében tartottak volna, csak 2023 májusában kerül megrendezésre.[1] Tekintve, hogy a 2022-es klubvilágbajnokság addigra már befejeződött volna, 2022. december 23-án a szövetség az el-Hilált választotta képviselőjének, mint a 2021-es kiírás győztese.[2]
2. ↑  A Vidad Casablanca megnyerte a 2021–2022-es marokkói bajnokságot is, 2022. június 29-én.
3. 1 2  Az el-Áhlí kapta a házigazda helyét, hiszen a Vidad Casablanca megnyerte a 2021–2022-es CAF-bajnokok ligáját.
4. ↑  Ugyan az el-Áhlí a 2021–2022-es CAF-bajnokok ligája döntőjébe 2022. május 14-én bejutott és 2022. május 30-án elvesztette, részvételüket nem erősítették meg 2022. december 16-ig, mikor Marokkó ki lett jelölve, mint a házigazda.

## Mérkőzések

### Első forduló
| 2023. február 1. 20:00 |

| el-Ahlí                             | 3–0               | Auckland City |
| ----------------------------------- | ----------------- | ------------- |
| esz-Szahát 45+2' Szeríf 56' Tau 86' | (1–0) Jegyzőkönyv |               |

| Ábn Batúta Stadion, Tanger Nézőszám: 47 137 Játékvezető: Ning Ma (Kína) |

### Második forduló
| 2023. február 4. 15:30 |

| Vidad Casablanca                       | 1–1 (h. u.)                 | el-Hilál                                     |
| -------------------------------------- | --------------------------- | -------------------------------------------- |
| el-Amlúd 52'                           | (0–0, 1–1, 1–1) Jegyzőkönyv | Kanú 90+4' (11-esből)                        |
| Büntetőpárbaj                          |                             |                                              |
| Atjat Állah el-Amlúd Únádzsem ed-Dáúdí | 3–5                         | Marega Vietto es-Sehrí el-Hamdán el-Dzsúvair |

| Ábn Batúta Stadion, Tanger Nézőszám: 43 891 Játékvezető: Iván Barton (Salvador) |

| 2023. február 4. 18:00 |

| Seattle Sounders | 0–1               | el-Ahlí     |
| ---------------- | ----------------- | ----------- |
|                  | (0–0) Jegyzőkönyv | Madzsdí 88' |

| Ábn Batúta Stadion, Tanger Nézőszám: 30 589 Játékvezető: Anthony Taylor (Anglia) |

### Elődöntő
| 2023. február 7. 20:00 |

| Flamengo        | 2–3               | el-Hilál                                              |
| --------------- | ----------------- | ----------------------------------------------------- |
| Pedro 20' 90+1' | (1–2) Jegyzőkönyv | al-Davszarí 4' (11-esből) 45+9' (11-esből) Vietto 70' |

| Ábn Batúta Stadion, Tanger Nézőszám: 42 496 Játékvezető: Kovács István (Románia) |

| 2023. február 8. 20:00 |

| el-Ahlí              | 1–4               | Real Madrid                                                  |
| -------------------- | ----------------- | ------------------------------------------------------------ |
| Malúl 65' (11-esből) | (0–1) Jegyzőkönyv | Vinícius 42' Valverde 46' Rodrygo 90+2' Sergio Arribas 90+8' |

| Stade Moulay Abdallah, Rabat Nézőszám: 43 508 Játékvezető: Andrés Matonte (Uruguay) |

### Bronzmérkőzés
| 2023. február 11. 16:30 |

| el-Ahlí              | 2–4               | Flamengo                                              |
| -------------------- | ----------------- | ----------------------------------------------------- |
| Abd el-Káder 38' 60' | (1–1) Jegyzőkönyv | Barbosa 11' (11-esből) 85' (11-esből) Pedro 77' 90+1' |

| Ábn Batúta Stadion, Tanger Nézőszám: 30 216 Játékvezető: Musztafa Gorbál (Algéria) |

### Döntő
| 2023. február 11. 20:00 |

| Real Madrid                                   | 5–3               | el-Hilál                  |
| --------------------------------------------- | ----------------- | ------------------------- |
| Vinícius 13' 69' Valverde 18' 58' Benzema 54' | (2–1) Jegyzőkönyv | Marega 26' Vietto 63' 79' |

| Stade Moulay Abdallah, Rabat Nézőszám: 44 439 Játékvezető: Anthony Taylor (Anglia) |

## Gólszerzők
| # | Játékos            | Csapat           | Gólok |
| - | ------------------ | ---------------- | ----- |
| 1 | Pedro              | Flamengo         | 4     |
| 2 | Federico Valverde  | Real Madrid      | 3     |
| 2 | Luciano Vietto     | el-Hilál         | 3     |
| 2 | Vinícius Júnior    | Real Madrid      | 3     |
| 5 | Ahmed Abd el-Káder | el-Ahlí          | 2     |
| 5 | Szálem al-Davszarí | el-Hilál         | 2     |
| 5 | Gabriel Barbosa    | Flamengo         | 2     |
| 8 | Ajúb el-Amlúd      | Vidad Casablanca | 1     |
| 8 | Sergio Arribas     | Real Madrid      | 1     |
| 8 | Karim Benzema      | Real Madrid      | 1     |
| 8 | Mohamed Kanú       | el-Hilál         | 1     |
| 8 | Alí Malúl          | el-Ahlí          | 1     |
| 8 | Mohamed Madzsdí    | el-Ahlí          | 1     |
| 8 | Moussa Marega      | el-Hilál         | 1     |
| 8 | Rodrygo            | Real Madrid      | 1     |
| 8 | Huszeín esz-Szahát | el-Ahlí          | 1     |
| 8 | Mohamed Szeríf     | el-Ahlí          | 1     |
| 8 | Percy Tau          | el-Ahlí          | 1     |

## Díjak
Aranylabda
| Aranylabda                    | Ezüstlabda                      | Bronzlabda                |
| ----------------------------- | ------------------------------- | ------------------------- |
| Vinícius Júnior (Real Madrid) | Federico Valverde (Real Madrid) | Luciano Vietto (el-Hilál) |
| Fair Play-díj                 |                                 |                           |
| Real Madrid                   |                                 |                           |

A mérkőzés játékosa
| Mérkőzés | Játékos            | Csapat      | Ellenfél         | For.  |
| -------- | ------------------ | ----------- | ---------------- | ----- |
| 1        | Mohamed Szeríf     | el-Ahlí     | Auckland City    | [ 3 ] |
| 2        | Mohamed Madzsdí    | el-Ahlí     | Seattle Sounders | [ 4 ] |
| 3        | Gustavo Cuéllar    | el-Hilál    | Vidad Casablanca | [ 5 ] |
| 4        | Szálem al-Davszarí | el-Hilál    | Flamengo         | [ 6 ] |
| 5        | Vinícius Júnior    | Real Madrid | el-Ahlí          | [ 7 ] |
| 6        | Pedro              | Flamengo    | el-Ahlí          | [ 8 ] |
| 7        | Vinícius Júnior    | Real Madrid | el-Hilál         | [ 9 ] |